# Frolovia frolovii
Frolovia frolovii là một loài thực vật có hoa trong họ Cúc. Loài này được (Ledeb.) E. von Raab-Straube mô tả khoa học đầu tiên năm 2003.